# Scopifera monstrosalis
Scopifera monstrosalis är en fjärilsart som beskrevs av Felder 1874. Scopifera monstrosalis ingår i släktet Scopifera och familjen nattflyn. Inga underarter finns listade.